# Duane Reed Stuart
Duane Reed Stuart (* 27. September 1873 in Oneida, Illinois; † 29. August 1941 in Greensboro, Vermont) war ein US-amerikanischer Klassischer Philologe.

## Leben
Duane Reed Stuart studierte an der University of Michigan, wo er 1896 den Bachelorgrad erreichte. Von 1898 bis 1899 hielt er sich an der American School of Classical Studies in Rome auf und verbrachte ein Semester an der Universität München. Nach seiner Rückkehr vertrat er die Lateinprofessur am St. Normal College in Michigan und schrieb seine Doktorarbeit an der University of Michigan, mit der er 1900 promoviert wurde.
Von 1900 bis 1904 arbeitete Stuart als Instructor in Latin and Greek an der University of Michigan. 1905 wurde er zum Assistant Professor ernannt. Im selben Jahr wechselte er als Preceptor of Classics an die Princeton University, wo er bis an sein Lebensende in Lehre, Forschung und Verwaltung tätig war. 1906 wurde er zum Professor of Classics ernannt, 1933 zum Kennedy Professor of Latin Language and Literature. Seit 1932 war er außerdem Vorsitzender des Department of Classics. Gastprofessuren führten ihn an die Columbia University (1921/1922), an die University of California, Berkeley (1924/1925, Sather Professor), an das Bryn Mawr College (1926/1927) und an die Yale University (1931).
Als Forscher beschäftigte sich Stuart besonders mit der griechischen und lateinischen Literatur der Kaiserzeit. Seine Schwerpunkte waren der Dichter Vergil sowie die Geschichtsschreiber der flavischen Zeit und der Spätantike. Zur Untersuchung ihrer Quellen zog er immer auch epigraphisches Material heran.

## Schriften (Auswahl)
- The Agricola with introduction and notes. New York 1909
- The Germania with introduction and notes. New York 1916
- Epochs of Greek and Roman biography. Berkeley/Los Angeles 1928